# RBM24
RBM24 (англ. RNA binding motif protein 24) – білок, який кодується однойменним геном, розташованим у людей на 6-й хромосомі. Довжина поліпептидного ланцюга білка становить 236 амінокислот, а молекулярна маса — 24 776.
| 10         |  | 20         |  | 30         |  | 40         |  | 50         |
| ---------- |  | ---------- |  | ---------- |  | ---------- |  | ---------- |
| MHTTQKDTTY |  | TKIFVGGLPY |  | HTTDASLRKY |  | FEVFGEIEEA |  | VVITDRQTGK |
| SRGYGFVTMA |  | DRAAAERACK |  | DPNPIIDGRK |  | ANVNLAYLGA |  | KPRIMQPGFA |
| FGVQQLHPAL |  | IQRPFGIPAH |  | YVYPQAFVQP |  | GVVIPHVQPT |  | AAAASTTPYI |
| DYTGAAYAQY |  | SAAAAAAAAA |  | AAYDQYPYAA |  | SPAAAGYVTA |  | GGYGYAVQQP |
| ITAAAPGTAA |  | AAAAAAAAAA |  | AFGQYQPQQL |  | QTDRMQ     |  |            |

A: Аланін

C: Цистеїн

D: Аспарагінова кислота

E: Глутамінова кислота

F: Фенілаланін

G: Гліцин

H: Гістидин

I: Ізолейцин

K: Лізин

L: Лейцин

M: Метіонін

N: Аспарагін

P: Пролін

Q: Глутамін

R: Аргінін

S: Серин

T: Треонін

V: Валін

Задіяний у таких біологічних процесах, як диференціація клітин, альтернативний сплайсинг. 
Білок має сайт для зв'язування з РНК. 
Локалізований у цитоплазмі, ядрі.